# Ptghunk
Ptghunk (in armeno Պտղունք?) è un comune dell'Armenia di 1 876 abitanti (2009) della provincia di Armavir.